# Söderdjupet, Korpo
Söderdjupet är en fjärd i Finland. Den ligger i Korpo i landskapet Egentliga Finland, i den sydvästra delen av landet, 200 km väster om huvudstaden Helsingfors.
Söderdjupet ligger söder om Utö i Pargas stad. Den avgränsas av Svartbådarna i väster, Hamnskär och Tratten i nordväst, Utö och Pattskär i norr, Mälbådan i öster samt Alu i sydöst. Den ansluter till Östra Mörskärsfjärden i väster, Västra fjärden i norr och Ulvingsdjupet i öster.
Den huvudsakliga farleden till Finland söderifrån går över Söderdjupet i nord-sydlig riktning. Norr om Utö delar den upp sig i tre grenar; en nordvästlig mot Skiftet, en nordöstlig mot Storströmmen och en östlig via Borstö och Vänö mot Hitis.